# 林森公園
25°03′11″N 121°31′35″E / 25.0530425°N 121.5265207°E
林森公園，又名林森康樂公園、中山14號公園，過去是臺北市戰前規劃的大型都會公園的十四號公園預定地。現在是公園，公園位於中山區，新生北路、南京東路一段、新生北路二段28巷間，西側以林森北路與康樂公園（十五號公園）相鄰。

## 前身

### 日本人墓地

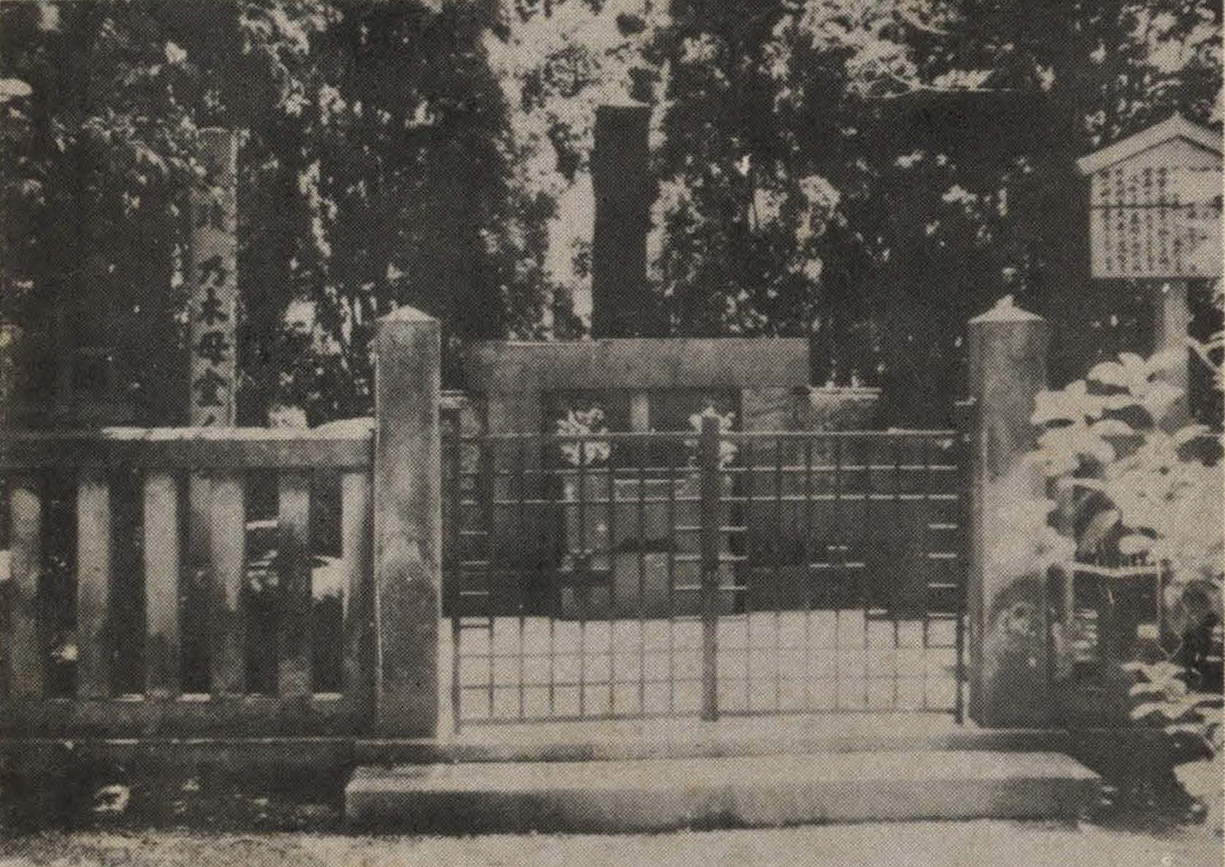
乃木母堂之墓舊照

原為日治時代的三橋町日本人墓地。該區曾有極樂殯儀館、乃木希典母壽子之墓、明石元二郎等人之墓、還有為紀念一對殉情者而建立的「比翼塚」。
比翼塚是落語家三遊亭萬朝發起，為紀念一對在明治32年（1899年）「心中雪解車」殉情的男女而建立，並刻有俳人高橋窗雨的俳句，現已不存。

### 國軍眷村
1949年國民政府播遷來台，隨中華民國國軍來台的舟山群島、海南島的居民在這蓋起了許多違章建築，暫居於此。因是臨時居所，都搭得極為簡陋，就地取材，甚至將墓碑當建材、砌牆當基石。
1956年，台北市政府進行第一次「都市計畫通盤檢討」，將康樂里之地依照日治時代的都市計畫用地編訂為公園預定地。
1965年，第一殯儀館設立，極樂殯儀館廢除。
1975年，台北市政府著手規劃十四、十五號公園，並與當地住戶協調，但無結果。
1997年3月4日，經數度抗爭波折之後於正式拆除。
1997年底，遷移居民與原建物後簡易綠化。
1999年，原明石元二郎墓則遷葬至台北縣三芝鄉（今新北市三芝區）。

### 現況

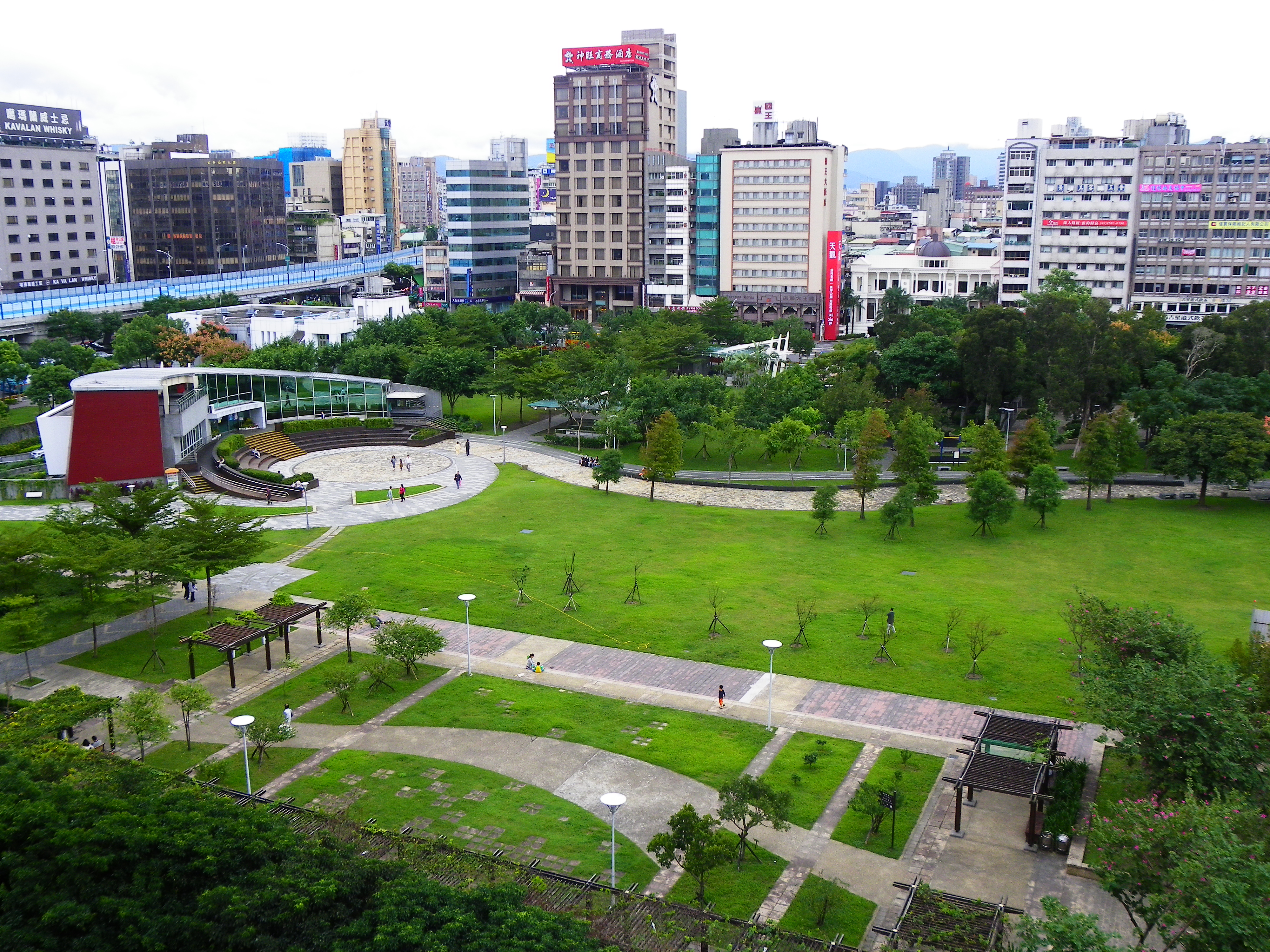
公園草坪

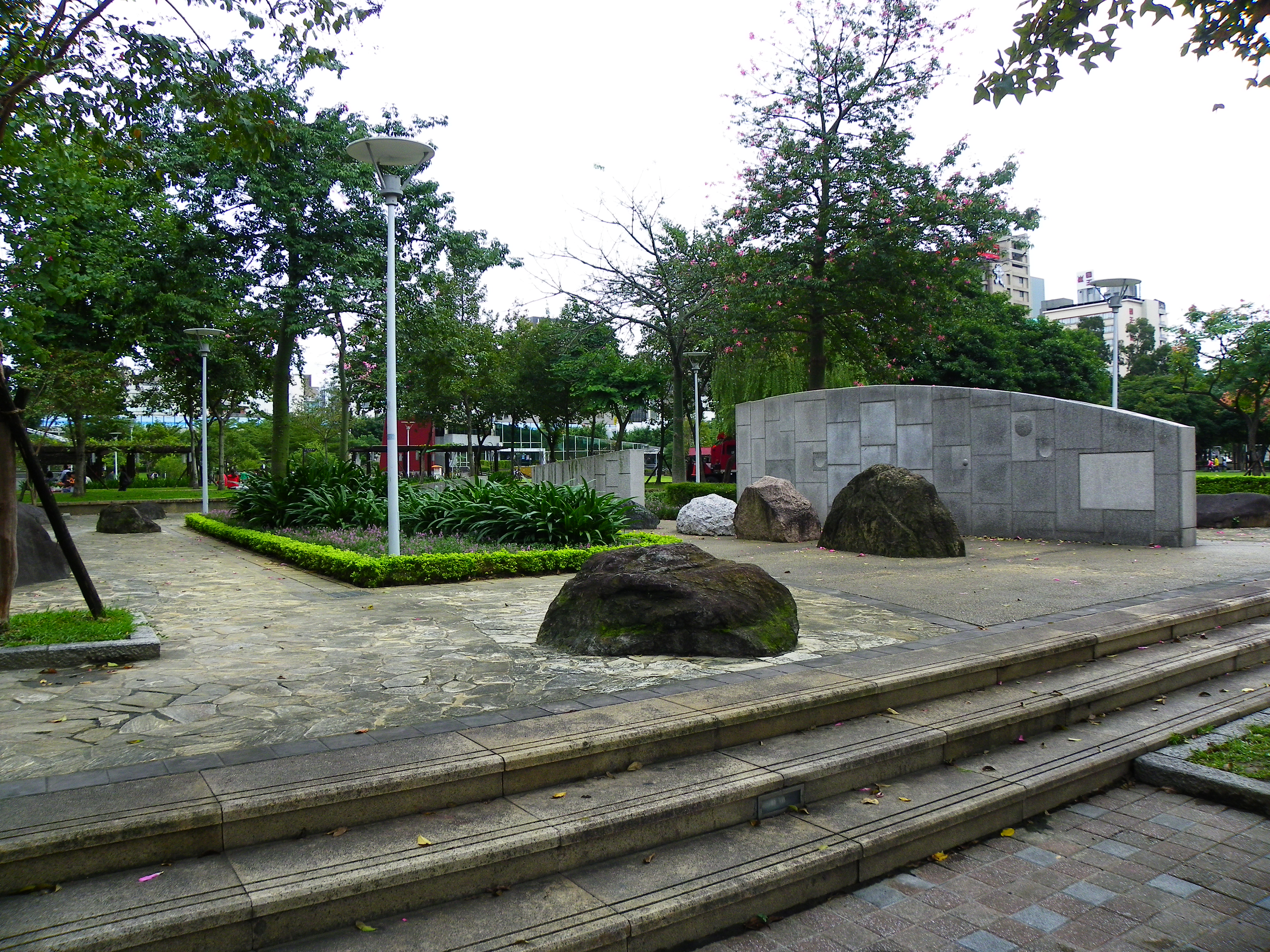
公園內貌

2003年10月，林森公園正式完工。規劃為感官體驗公園，東半部部份土地為地下停車場出入口、長安抽水站使用。
2010年12月，開闢林森公園時遷至二二八和平紀念公園國立臺灣博物館前的明石元二郎墓鳥居與鎌田正威墓鳥居，重新移設於公園西北明石元二郎墓故址。

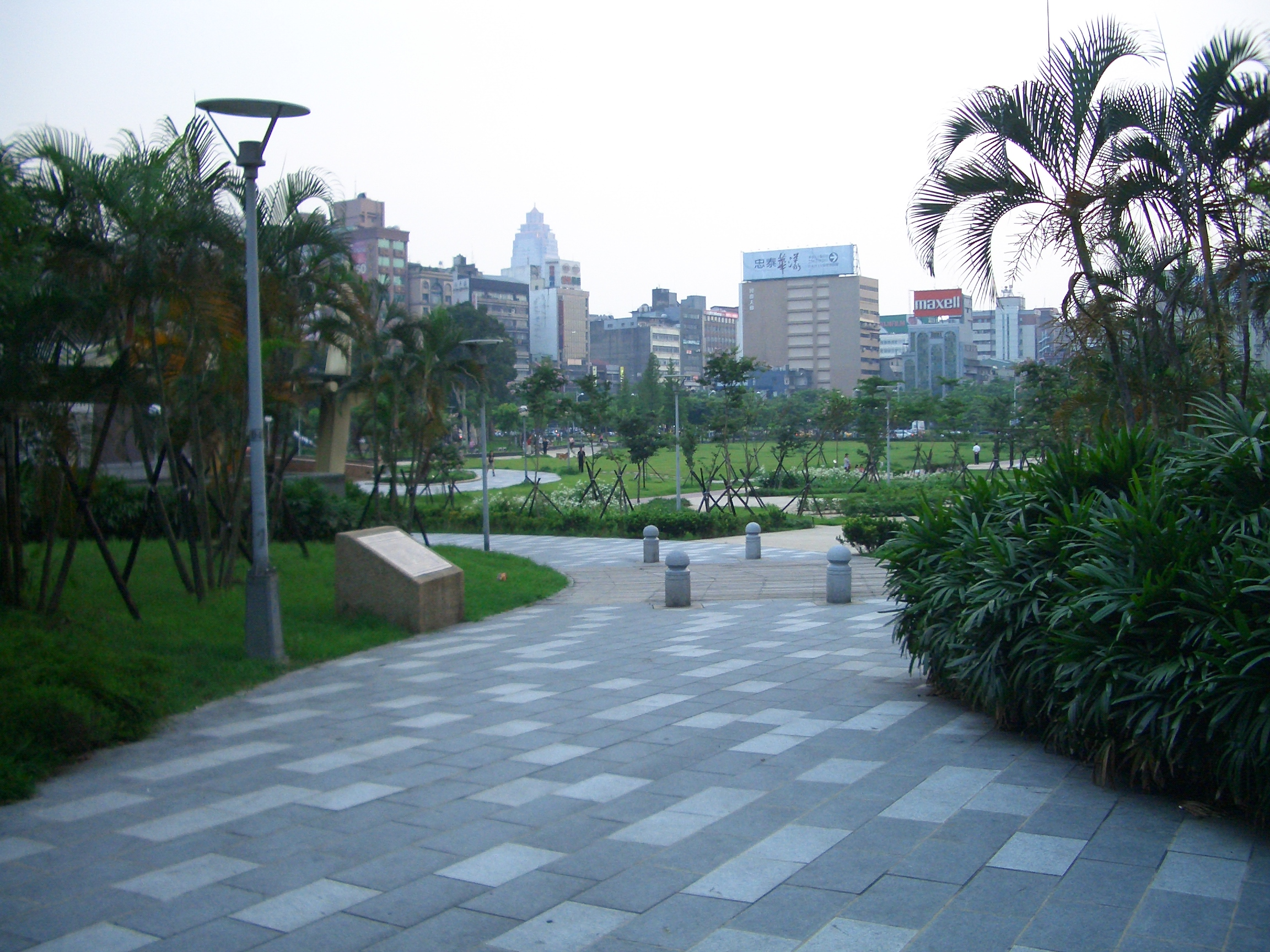
林森公園西南口
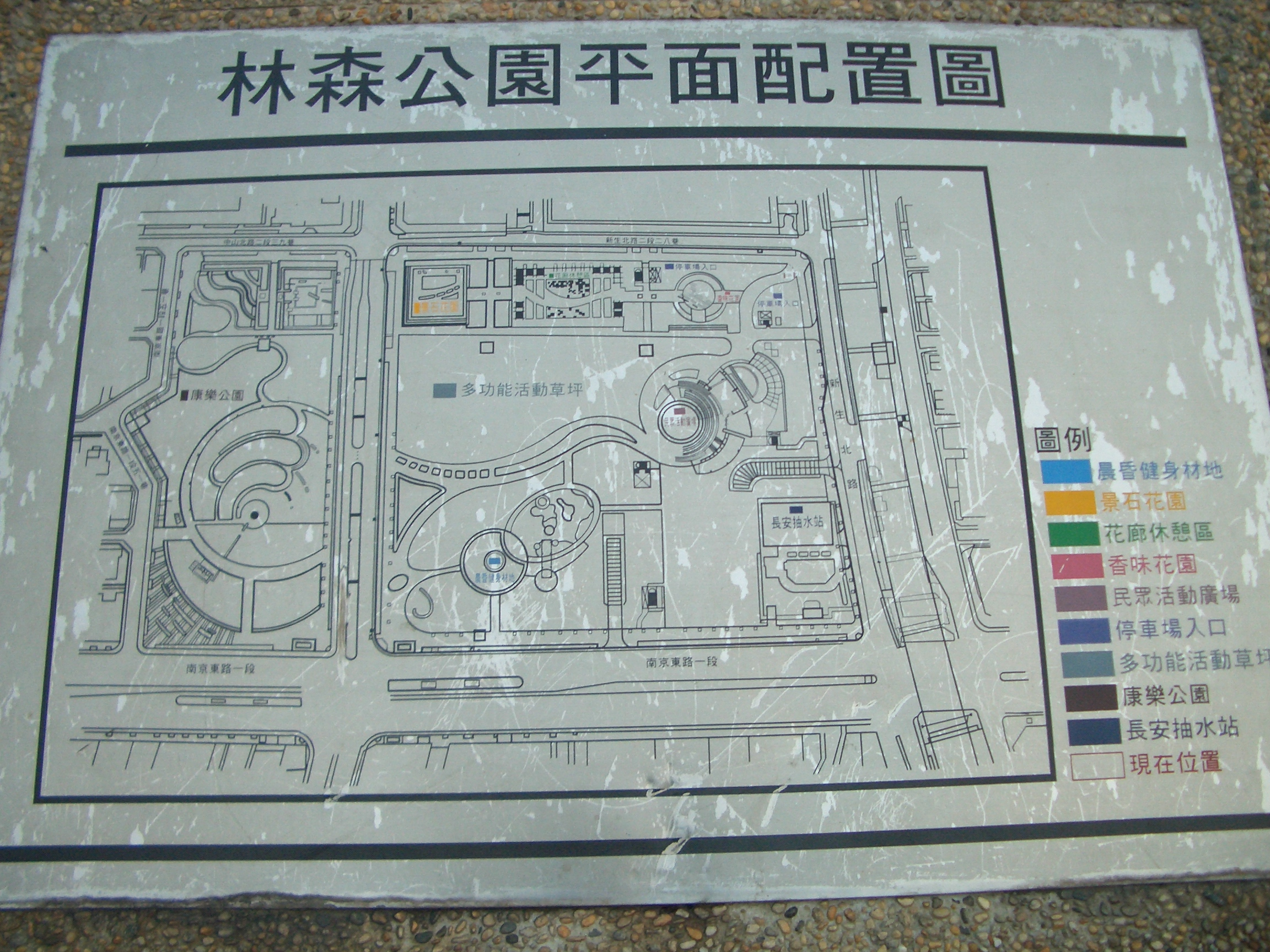
林森公園地圖
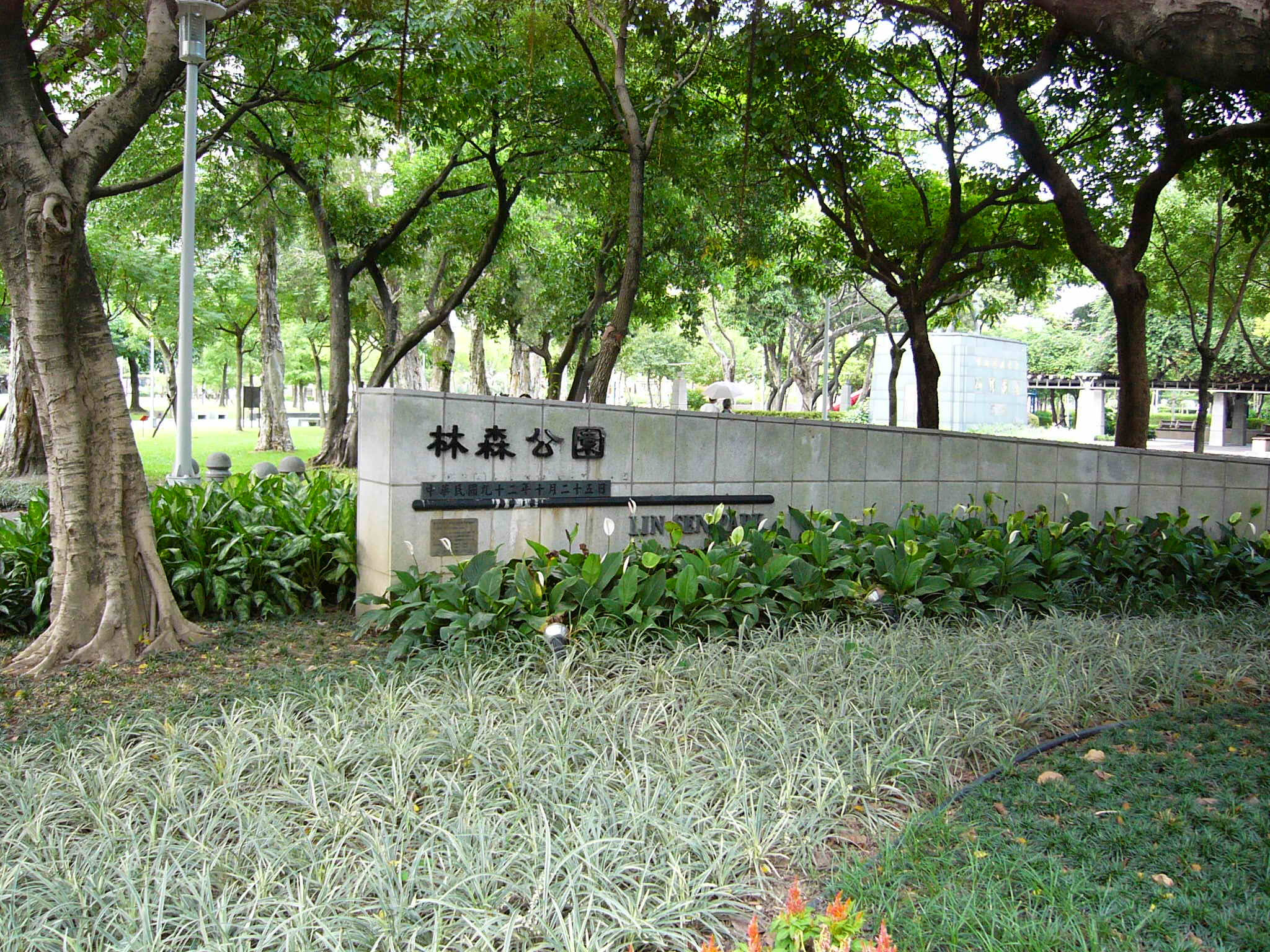
林森公園入口
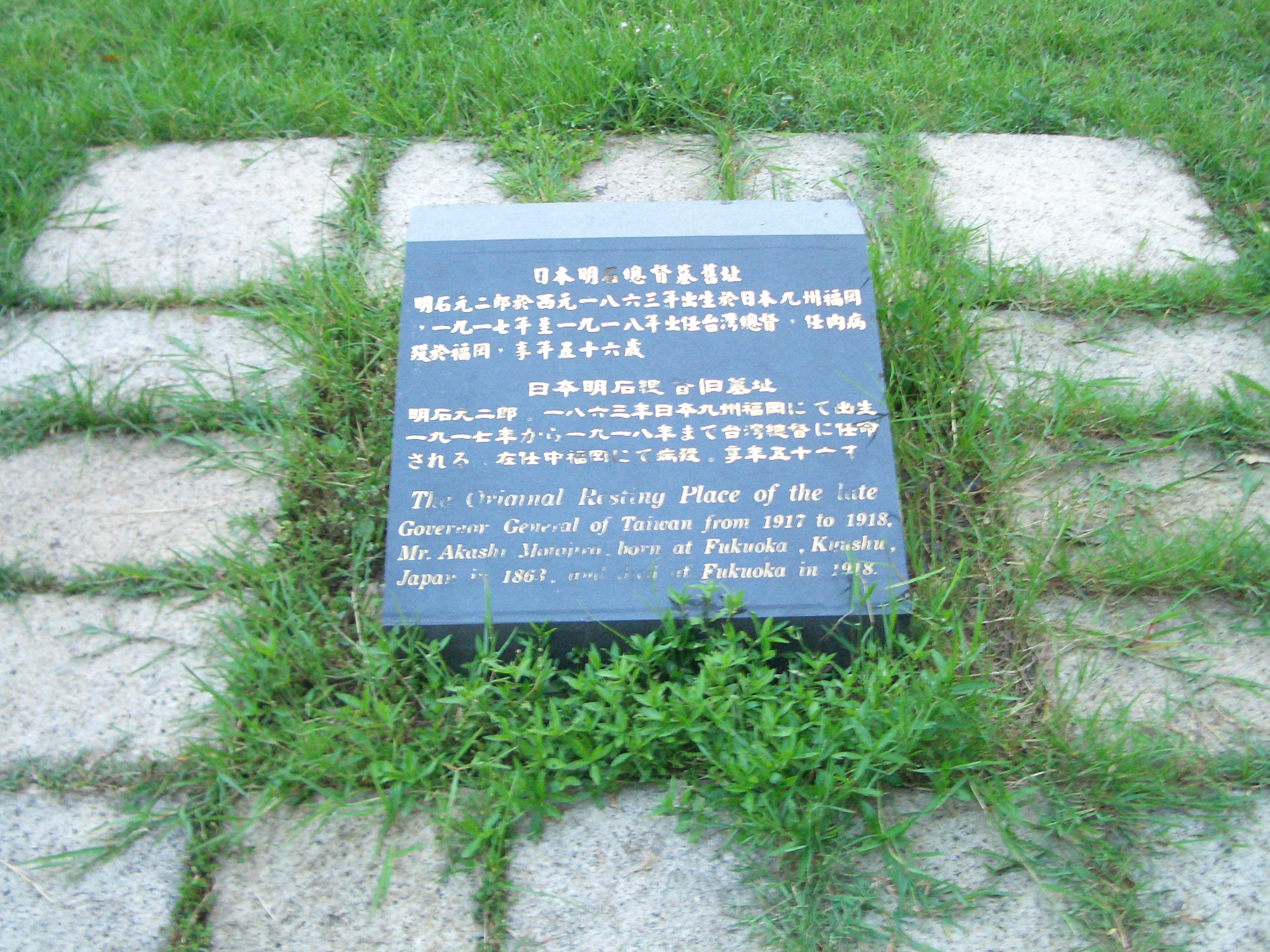
林森公園西北明石元二郎墓舊址銘

## 其他
- 林森公園停車場：使用車牌自動辨識系統，可使用電子票證悠遊卡繳交停車費，地下樓層另設洗手間。
- 車位類型：一般平面車位、電動車充電車位、身心障礙者專用停車位。
- 收費方式：小型車星期一至五8時至24時每小時新臺幣(以下同)30元，0時至8時每小時10元； 星期六、日與行政機關放假之紀念日、民俗日0時至8時每小時10元，8時至12時每小時30元，12時至24時每小時40元。

## 外部連結
- 林森公園 - 公園走透透 （页面存档备份，存于）
- 岳飛銅像360度環景圖：https://goo.gl/maps/mfmp7CwtEz1NREEJ6